# 季節現象
季節現象（きせつげんしょう）とは、初雪や初冠雪など季節を象徴する現象をいう。

## 気象庁が定義する主な季節現象
- 桜の開花
- 梅雨
- 秋雨（秋の長雨、秋霖）
- 紅葉
- 初霜
- 初氷
- 初雪
- 初冠雪
- 根雪（長期積雪）

## 気象庁が統計を行う季節現象

### 気象台、測候所において観測
- 霜
- 結氷
- 雪
- 初冠雪
- 長期積雪（札幌管区のみ）
- 積雪（札幌管区のみ）

### 地域が限られる現象
- 春一番（地方単位で発表、九州南部、九州北部、中国、四国、近畿、東海、関東・甲信、北陸で発表）
- 木枯らし一号（東京、大阪のみ）

## 備考
霜、結氷、雪、長期積雪、積雪においては季節において最初に観測された日と、最後に観測された日及び初冠雪の日において平年値が求められる。
しかし、測候所は2010年までに原則廃止されるため初雪などの発表が行われる地点が減少するほか、初冠雪が観測される山も減る。三島測候所の廃止を例にとると、静岡県側の富士山の初冠雪の観測がなくなったほか、箱根山の初冠雪の観測が廃止された。